# West Island
West Island (Maleis: Pulo Panjang) is het grootste eiland van de Cocoseilanden en tevens de hoofdplaats van dit externe Australische territorium. Het eiland, dat deel uitmaakt van het atol der Zuid-Keelingeilanden, heeft een oppervlakte van 6,23 km² en de plaats heeft 138 inwoners (2016).
Op het eiland bevindt zich het vliegveld van de Cocoseilanden en een vuurtoren. De inwoners van West Island zijn, in tegenstelling tot de hoofdzakelijk Maleisische bevolking van Home Island, voornamelijk van Europese afkomst.
Bij eb is West Island via het South Island met Home Island verbonden.